# مشخصه‌های شمار
در زبان‌شناسی و به‌ویژه در دستور زایشی، مشخصه‌های شمار که با حرف یونانی «φ» مشخص می‌شود، تظاهر صرفی یک فرآیند معنایی است که در آن یک کلمه یا تکواژ با شکل کلمه یا عبارت دیگر در همان جمله تغییر می‌کند.  این تغییر می‌تواند شامل شخص ، عدد ، جنسیت و مورد باشد، همانطور که در مطابقت اسمی با اسم‌ها و ضمایر کدگذاری شده‌اند (گفته می‌شود دومی فقط از ویژگی‌های فی تشکیل می‌شود که هسته‌ی واژگانی ندارد). چندین ویژگی دیگر در مجموعه مشخصه‌های شمار گنجانده شده است، مانند ویژگی‌های طبقه‌بندی ±N (اسمی) و ±V (کلامی) که می‌توان از آنها برای توصیف طبقات واژگانی و مشخصه‌های حالت دستوری استفاده کرد. 